# Equinox (YG)
Equinox è un singolo del rapper statunitense YG, pubblicato il 28 agosto 2020 su etichetta Def Jam.

## Tracce
1. Equinox – 3:00